# Palais des beaux-arts de Mexico
Pour les articles homonymes, voir Bellas Artes.
 (janvier 2021).
Si vous disposez d'ouvrages ou d'articles de référence ou si vous connaissez des sites web de qualité traitant du thème abordé ici, merci de compléter l'article en donnant les références utiles à sa vérifiabilité et en les liant à la section « Notes et références ».
Le Palais des beaux-arts de Mexico (en espagnol : Palacio de Bellas Artes) est le premier opéra de Mexico. Il fut dessiné par l'architecte italien Adamo Boari en 1901 pour remplacer l'ancien Gran Teatro Nacional (es) détruit à cette date, mais sa construction ne fut terminée qu'en 1934. Il comprend un spectaculaire intérieur de style art déco et un majestueux extérieur de style art nouveau. Le poids du bâtiment est si important qu'il s'enfonce petit à petit sur ses fondations.
Le site fut choisi par le président Porfirio Díaz dans le centre historique de Mexico, près d'un élégant parc, l'Alameda Central. Les premiers gratte-ciel de la ville ont été construits à proximité dans les années 1920-30.
Le bâtiment est célèbre par son extravagant extérieur art nouveau, au marbre blanc importé d'Italie, et par ses peintures de Diego Rivera, Rufino Tamayo, David Alfaro Siqueiros et José Clemente Orozco.
La peinture murale intitulée L'homme au Croisement de Rivera avait été peinte à l'origine pour le Rockefeller Center à New York. Rivera en était au 2/3 de sa fresque quand les Rockefellers protestèrent contre une image de Lénine dans sa peinture. Rivera proposa d'ajouter le portrait de George Washington à sa fresque, mais ce compromis fut balayé du revers de la main et la fresque fut détruite. Rivera l'a repeinte à plus petite échelle dans le palais en 1934 et la rebaptisa L'homme contrôleur de l'univers.
Le théâtre est utilisé pour l'opéra, la musique classique ou la danse (notamment le Ballet Folklorique de Mexico). Une autre caractéristique de ce bâtiment sont ses vitraux représentant un volcan ou la vallée de Mexico.
Maria Callas y donna de nombreuses interprétations au début de sa carrière, et y enregistra de nombreuses performances. Le théâtre fut aussi le lieu d'expositions d'artistes tels que Frida Kahlo en 1954 et María Félix en 2002. Enfin, la première séance du film Frida eut lieu ici.
Le palais abrite également deux musées : Le musée des beaux-arts et le musée d'architecture de la ville.

## Histoire
À la fin du XIXe siècle et au début du XXe siècle, durant les 30 ans de règne de Porfirio Díaz sur le Mexique, il y eut une tendance prononcée à imiter les arts européens, leurs styles et leurs mœurs. Selon cette mode, le projet d'un théâtre national prit forme et la construction du bâtiment débuta le 1er octobre 1904. Les plans furent réalisés par Adamo Boari et calqués sur des modèles européens.
Alors que la construction devait se terminer pour 1908, de nombreux problèmes retardèrent cette échéance : le site en lui-même, où le sol est peu solide, puis la Révolution mexicaine à partir de 1910.
Boari quitta Mexico en 1916 et la construction fut virtuellement interrompue jusqu'en 1932, lorsque Federico Mariscal (es) prit la relève. Il termina l'édifice en 1934. Enfin, le square avec les jardins et les statues de Pégase, décidés par Boari, ne furent terminés qu'en 1994.

## Galerie

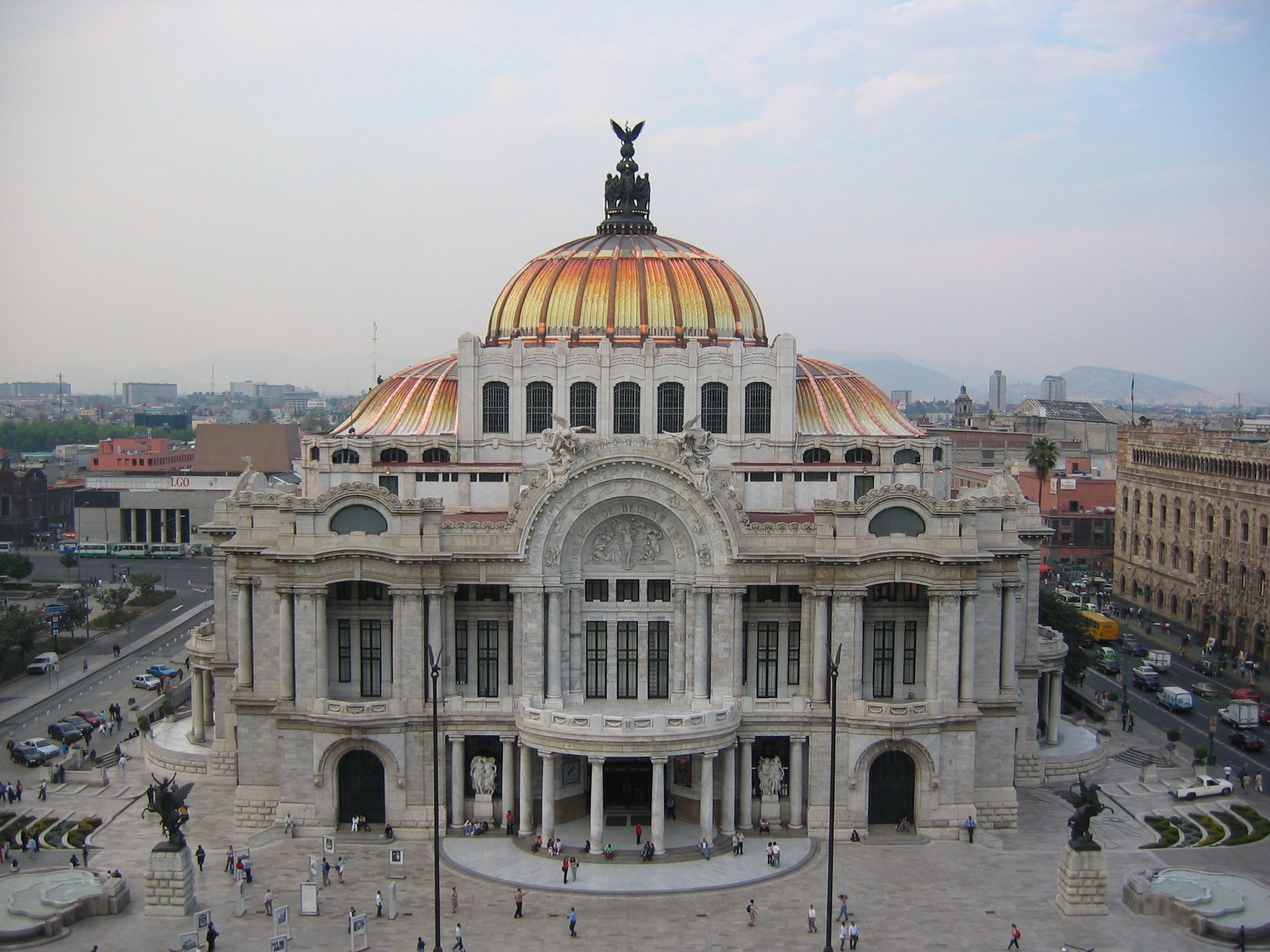
Palacio de Bellas Artes
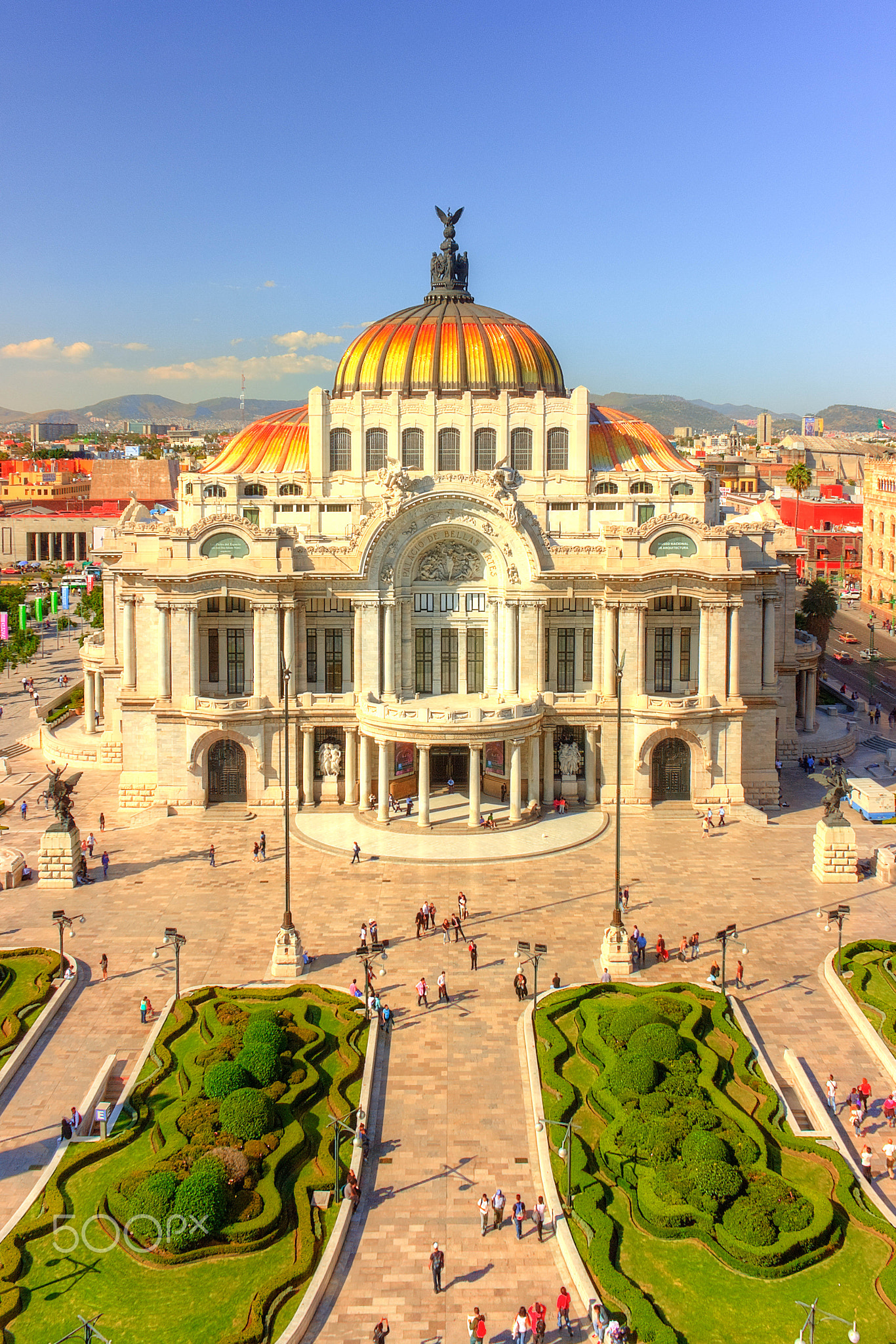
Palacio de Bellas Artes
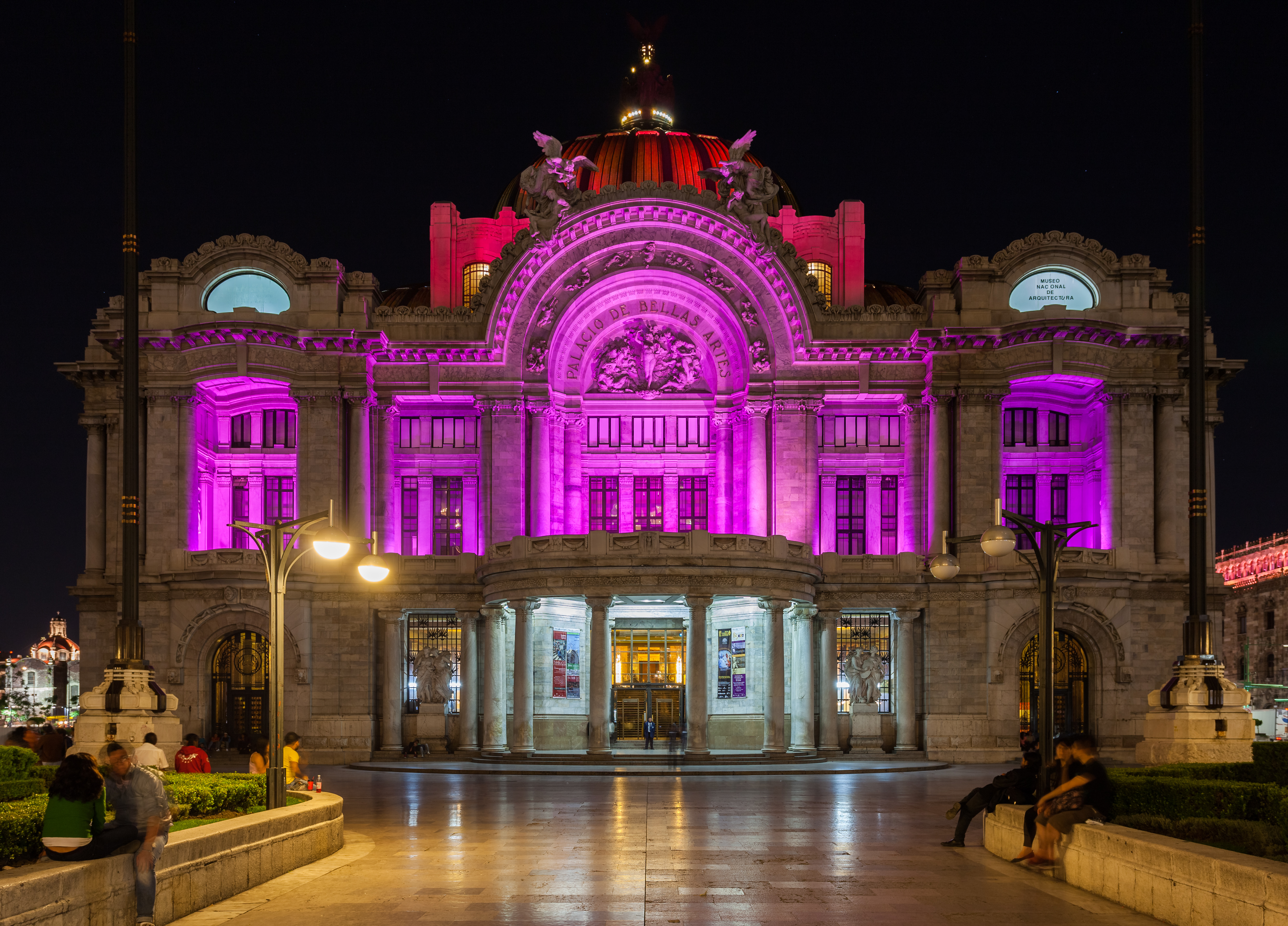
Le Palacio de Bellas Artes de nuit.
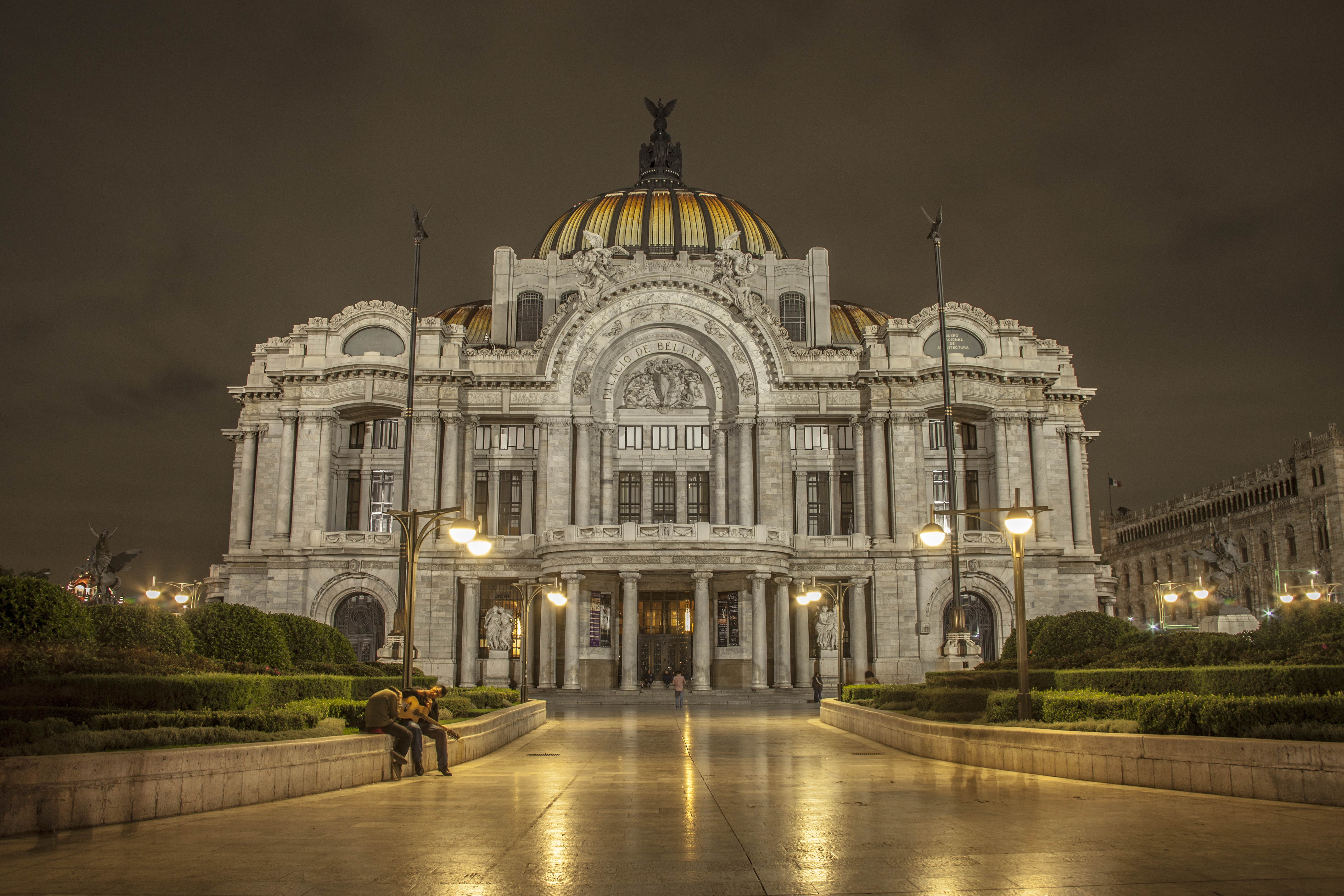
Le Palacio de Bellas Artes de nuit.
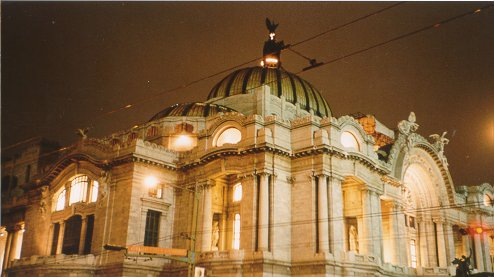
Le Palacio de Bellas Artes de nuit.
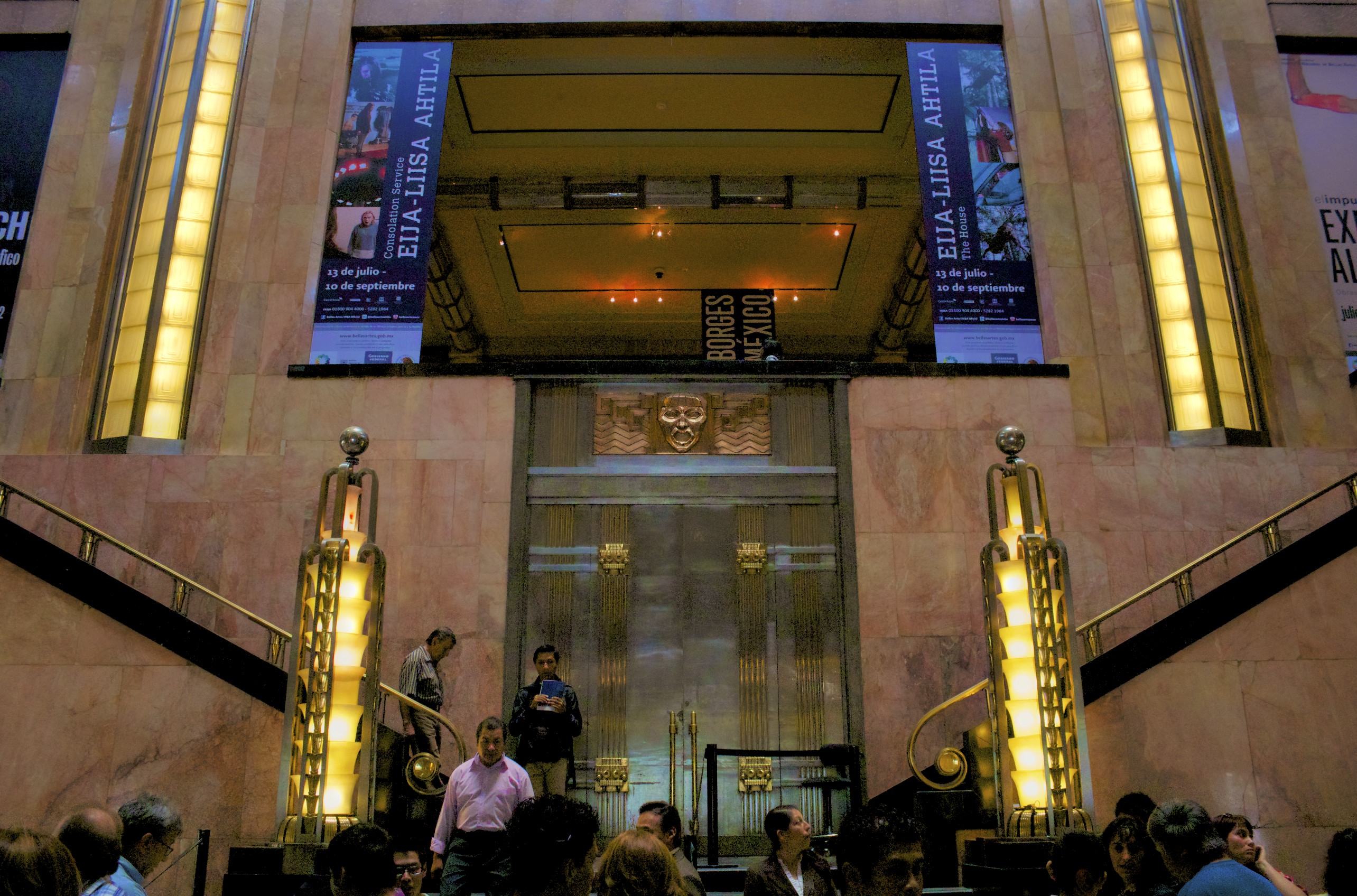
Vue de l'intérieur art déco.
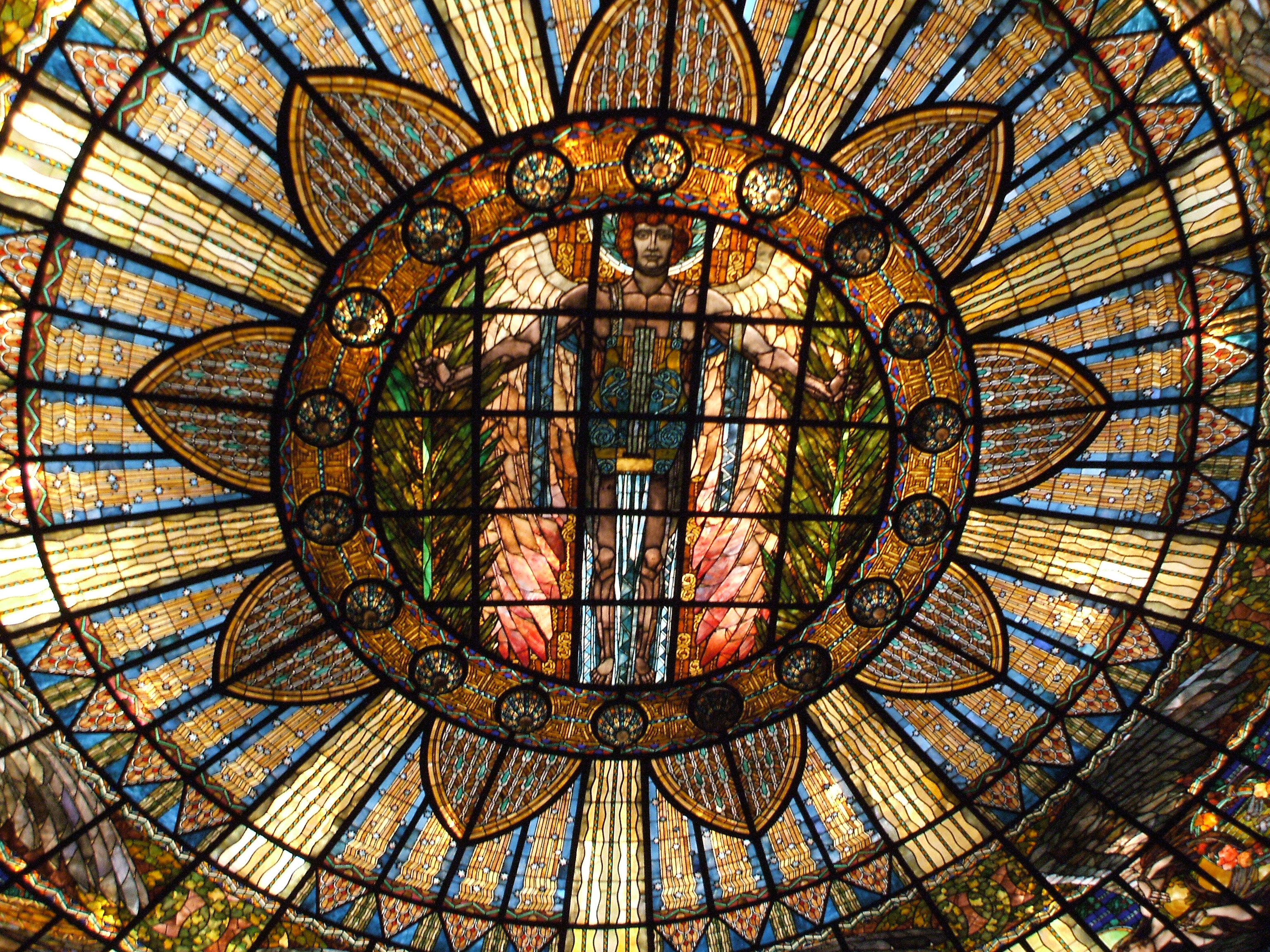
Verrière intérieure
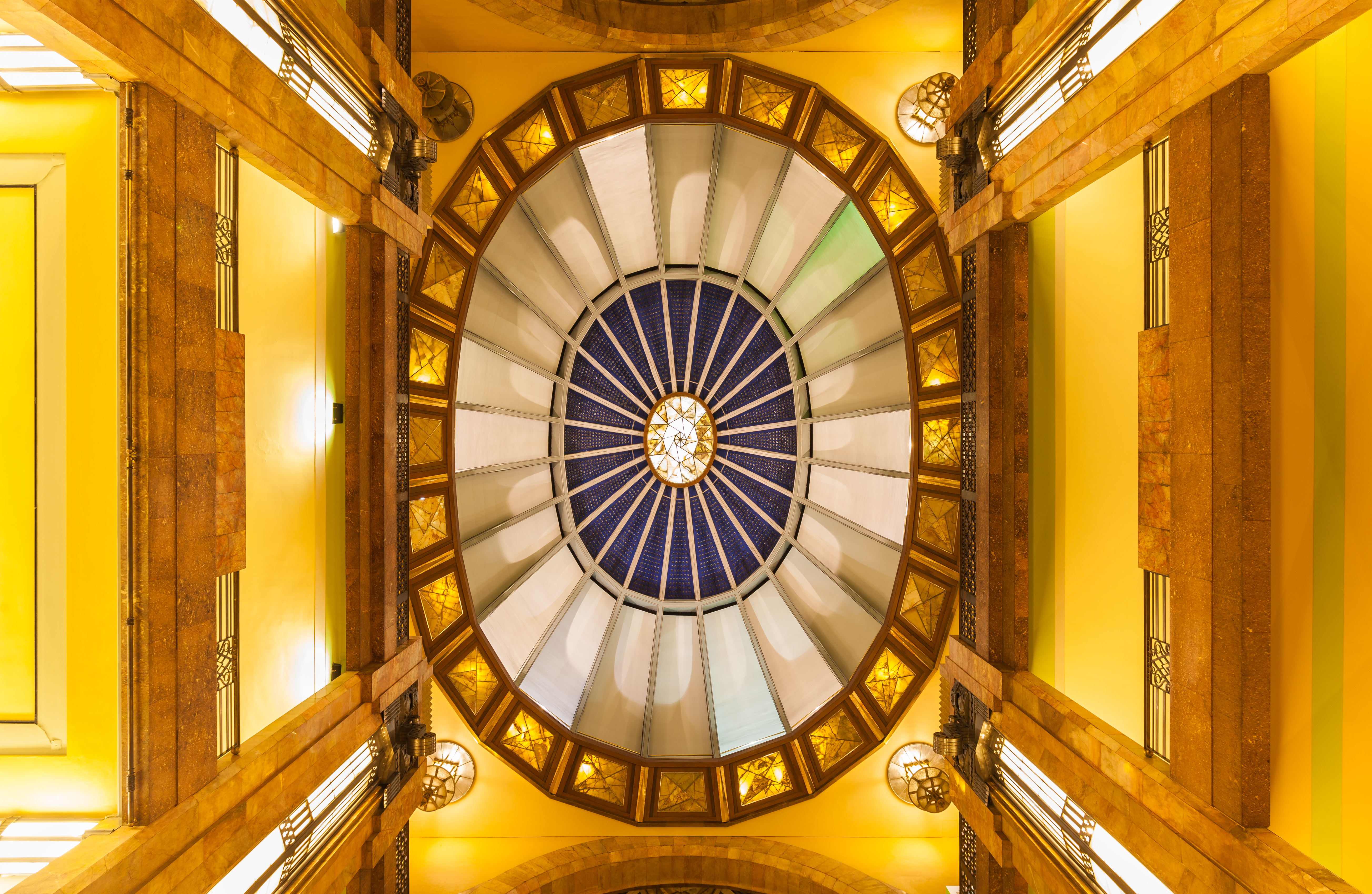
Dôme
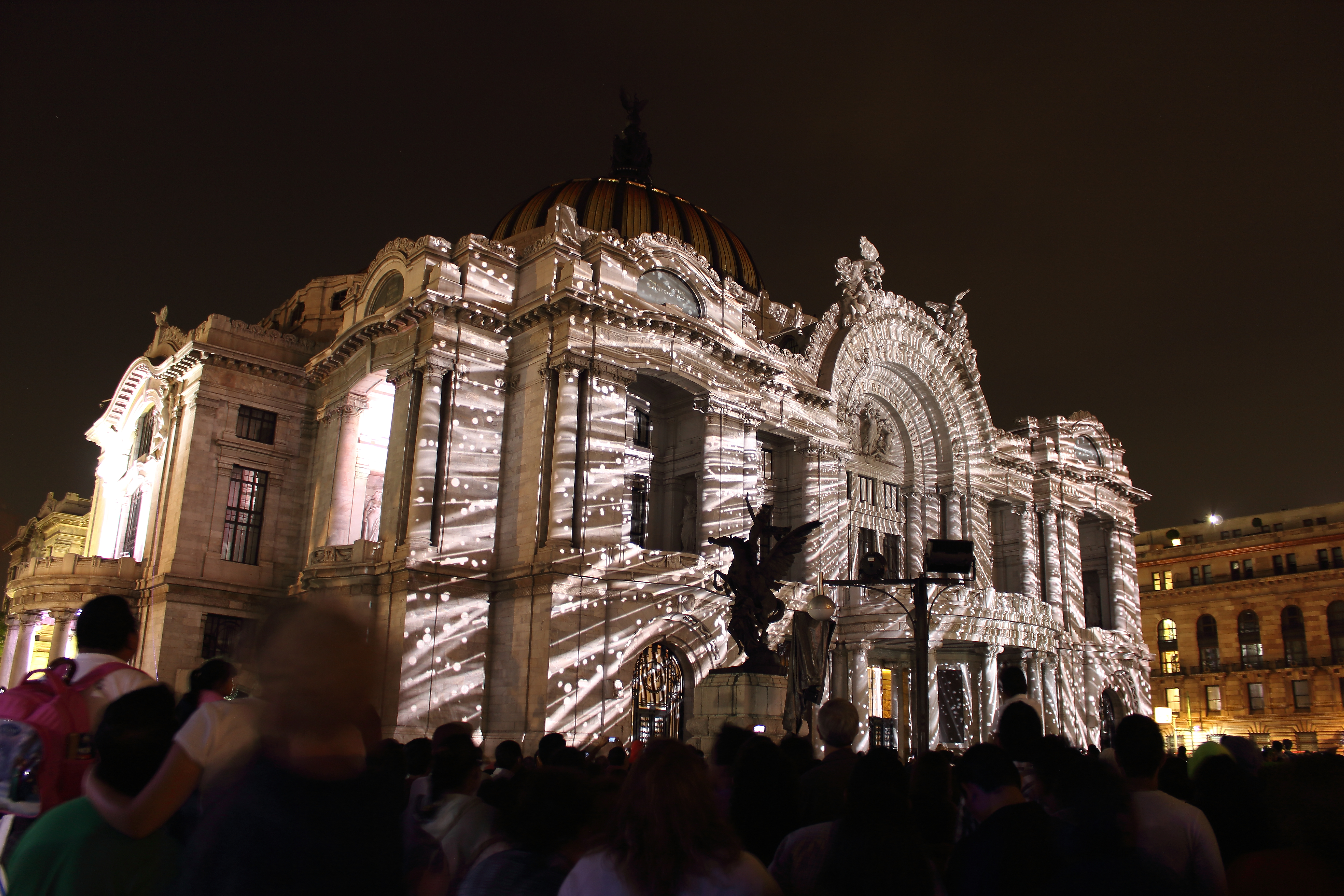
Vue extérieure, de nuit

## Musée

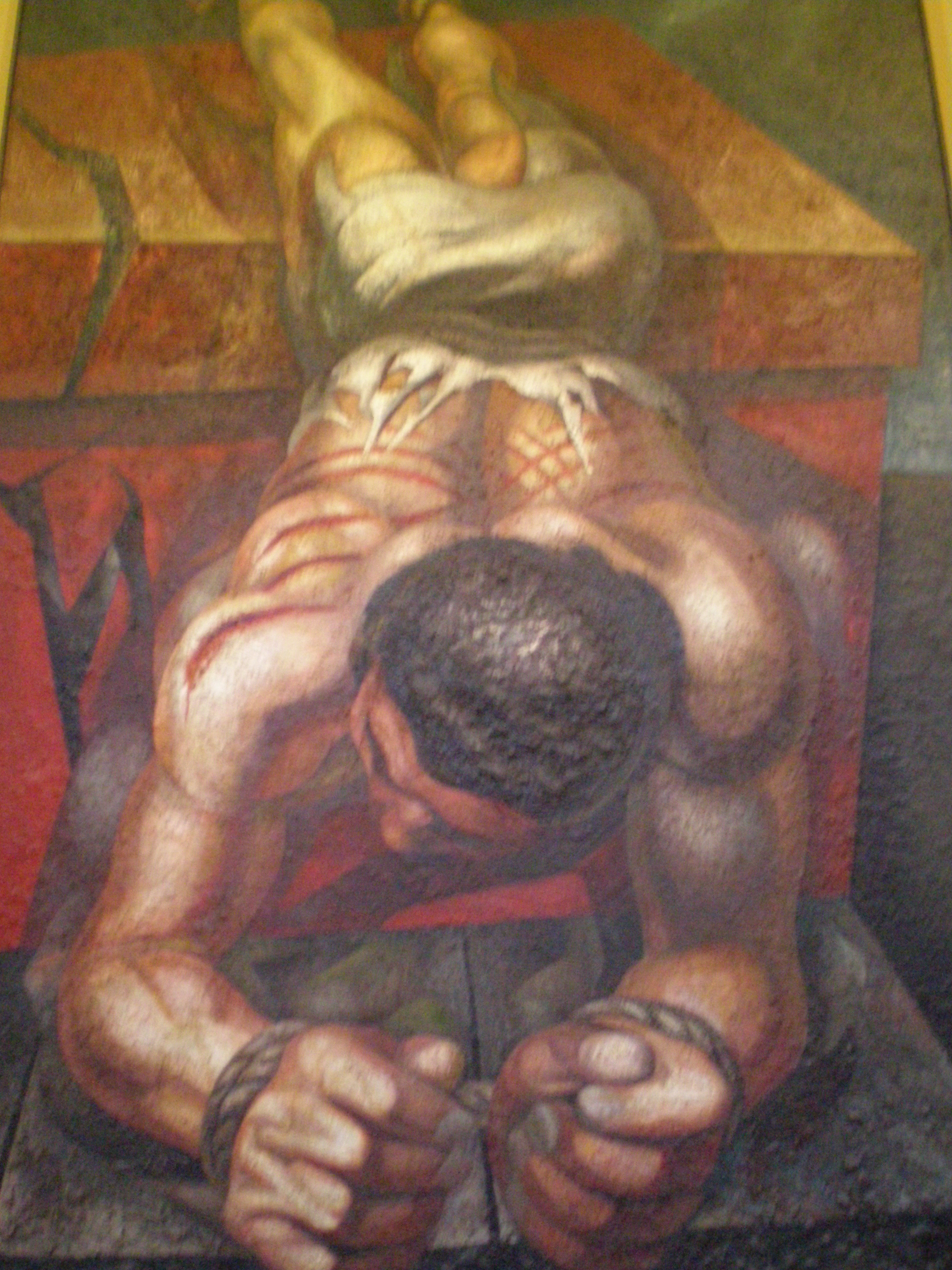
Détail d'une fresque de Siqueiros

Inauguré sous le nom de « Musée des arts plastiques » le 29 novembre 1934, ce fut le premier musée d'art à Mexico, le premier local culturel créé afin de montrer des objets artistiques pour les contempler. Y furent exposées des pièces datant du XVIe siècle jusqu'aux œuvres alors contemporaines de Diego Rivera et José Clemente Orozco datées de 1934. Une salle fut consacrée aux sculptures précolombiennes d'Amérique centrale au côté d'un musée d'art populaire abritant la collection de Roberto Montenegro.
En 1947, profitant de la création de l'institut national des beaux-arts, le muséographe et promoteur culturel Fernando Camboa et les peintres Julio Castellanos et Julio Prieto modifièrent le projet en un musée national d'arts plastiques. Il incorpora à son tour un ample panorama d'art mexicain, et programme éducatif fourni, et un vaste plan de publications qui promouvait à différents niveaux la richesse artistique nationale. À partir de 1968, la salle d'exposition du Palais prit pour nom « Musée du Palais des beaux-arts » qui non seulement fut le premier musée consacré à la production d'arts plastiques, mais également à l'origine du système des musées d'art au Mexique. Le musée se chargea dès lors de construire la plate-forme principale d'action, et un espace d'exposition des artistes nationaux et internationaux.
De la riche collection qui fut réunie durant la première moitié de son histoire, le musée du Palais des beaux-arts expose de façon permanente des fresques de Diego Rivera, José Clemente Orozco, David Alfaro Siqueiros, Rufino Tamayo, Roberto Montenegro, Manuel Rodríguez Lozano et Jorge González Camarena ; ce sont des peintures dont le but n'est pas esthétique mais qui maintiennent une dynamique permanente avec l'histoire nationale et internationale. Le musée propose également un programme d'expositions temporaires, ainsi que de nombreuses activités pour tous les publics.